# Hyporhagus quadrimaculotus
Hyporhagus quadrimaculotus is een keversoort uit de familie somberkevers (Zopheridae). De wetenschappelijke naam van de soort werd in 1933 gepubliceerd door Maurice Pic.